# 3290 Azabu
3290 Azabu eller 1973 SZ1 är en asteroid i huvudbältet som upptäcktes den 19 september 1973 av den nederländsk-amerikanske astronomen Tom Gehrels och det nederländska astronomparet Ingrid van Houten-Groeneveld och Cornelis Johannes van Houten vid Palomarobservatoriet. Den är uppkallad efter Azabu i Tokyo.
Asteroiden har en diameter på ungefär 10 kilometer och den tillhör asteroidgruppen Hilda.